# Bernhard Karlgren

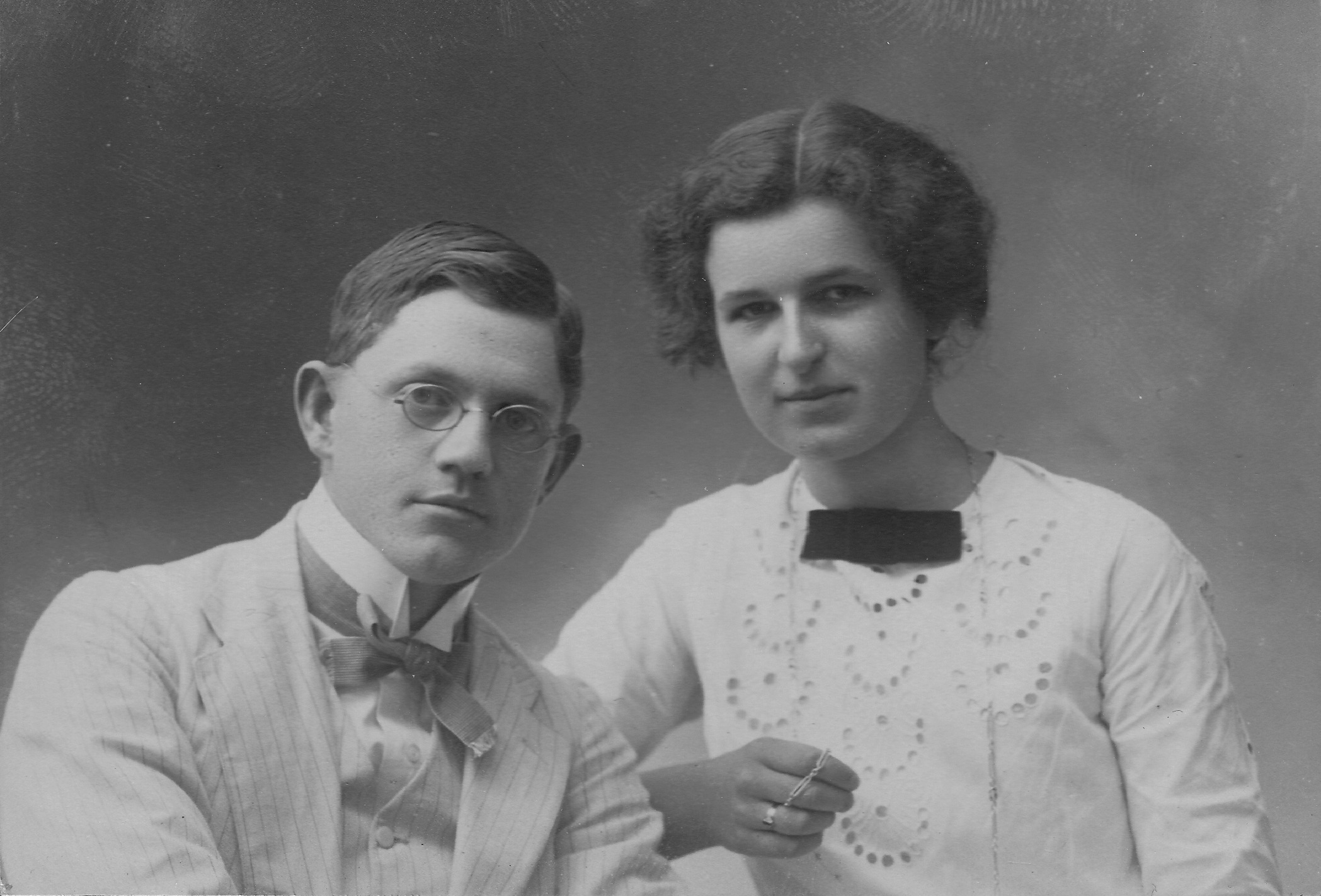
Karlgren és felesége, Inna

Bernhard Karlgren (születési neve: Klas Bernhard Johannes Karlgren),  (kínai neve pinjin hangsúlyjelekkel: Gāo Běnhàn; magyar népszerű: Kao Pen-han; hagyományos kínai: 高本漢; egyszerűsített kínai: 高本汉) (Jönköping, 1889. október 15. – 1978. október 20.) svéd nyelvész, sinológus, a svéd sinológia megalapítója. Elsőként kísérelte meg rekonstruálni az archaikus és középkori kínai nyelv hangrendszerét.

## Tanulmányai és első kínai útja
Első tudományos cikkét 16 éves korában írta Dalarna tartomány dialektusáról. Eredetileg a északi germán nyelvekkel akart foglalkozni, de idősebb bátyja tanácsára, aki később a szláv nyelvek professzora lett Koppenhágában, a kínai nyelv felé fordult. 1907 és 1909 között az Uppsalai Egyetemen tanult, és az orosz nyelvre szakosodott. Tanárának, Johan August Lundellnek az összehasonlító fonológia volt érdeklődési területe. Karlgren már ekkor elhatározta, hogy az összehasonlító és történeti fonológia módszereit fogja alkalmazni a kínai nyelv tanulmányozásában. Mivel Svédországban akkoriban nem tanították a kínai nyelvet, Szentpétervárott Alekszej Ivanov professzornál tanulta a kínait két hónapig. 1910 és 1912 között Kínában élt, és dolgozott. Szemtanúja volt a forradalomnak. Elkészítette 24 különböző dialektus fonológiai leírását.

## Munkássága
1912 januárjában jött vissza Európába. Londoni, majd párizsi tartózkodás után visszatért Uppsalába. 1915. május 21-én itt védte meg doktori disszertációját Études sur la phonologie chinoise címmel. Docenssé nevezték ki Göteborg egyetemén, 1918-ban professzori címet kapott. 1931 és 1936 között az egyetem rektora volt. 

1939-ben a  stockholmi Kelet-ázsiai Múzeum (Östasiatiska museet) igazgatója lett. A múzeumot Johan Gunnar Andersson alapította 1926-ban, miután úttörő prehisztorikus régészeti felfedezéseket tett Kínában az 1920-as években. Karlgren hosszú éveken keresztül szoros kapcsolatban állt Anderssonnal. A Múzeum későbbi korszakokból és Ázsia más országaiból származó anyaggal bővült. Karlgren 1970-ig a Kelet-ázsiai Múzeum Közleményeinek szerkesztője volt. Számos publikációja jelent meg ebben az éves kiadványban, illetve könyveit is publikálták a múzeum monográfiai sorozatában.
1946-ban Karlgren kétségeit fejezte ki az ősi Kína nem túl meggyőzően bizonyított történetével kapcsolatban. Kína Han-dinasztiát megelőző történetével foglalkozó szakirodalmat vizsgálva kijelentette, hogy az értekezések nagy része történet-kritikai módszerek alkalmazása nélkül dolgozta fel a történeti anyagot. Különösen azt kifogásolta, hogy az ősi Kína történetének rekonstrukciójához különböző korszakokban írt, válogatatlan dokumentumokat használtak.
Karlgren volt az első tudós, aki a történeti nyelvészet Európában kidolgozott módszereivel vizsgálta a kínai nyelvet. Elsőként rekonstruálta az archaikus és középkori kínai nyelv hangzóit és kiejtését. Megállapította, hogy a kínai nyelv legrégibb stádiuma ragozta a személyes névmásokat. Rímgyűjtemény alapján dolgozott, amely a korabeli köznyelv fonológiai kategóriáit tartalmazta. és ezekbe a kategóriákba illesztette a japán, koreai és vietnámi nyelv modern változatának kölcsönszavait.
Karlgren a kínai nyelv fejlődéséből és elterjedéséből kísérelte meg feltárni Kína történetét. Igazoltnak látta azt a kínai történeti hagyományt, mely Yao császár uralkodását i. e. 2400-re teszi. A kínaiak már akkor képzett csillagászok voltak, kínai nyelven és nagyon valószínű, hogy röviddel a történések után jegyezték le a fontos eseményeket. Tehát a kínai nyelv és egy fejlett civilizáció már i. e. 2000-ben létezett, s kétségtelenül több száz éves alapokon nyugodott.
Karlgren úttörő munkát végzett a kínai történeti nyelvészetben. Lefordította, és jegyzetekkel látott el olyan korai szövegeket, mint az Dalok könyve és az Írások könyve. Tanulmányt írt a kínai szócsaládokról, és nyelvtant szerkesztett (Grammata Serica Recensa). Nyelvészeti munkája mellett a kínai bronz műtárgyak tipológiáját is elkészítette.

## Főbb művei
- Études sur la phonologie chinoise, 1915–1926
- Ordet och Pennan i Mittens Rike, 1918, Sound and Symbol in Chinese, Oxford, 1923. Toronto, 2007
- The reconstruction of Ancient Chinese, T’oung Pao, vol. 21, pp. 1–42, 1922
- Analytic Dictionary of Chinese and Sino-Japanese, 1923
- The Authenticity of Ancient Chinese Texts, Bulletin of the Museum of Far Eastern Antiquities, 1929
- The Early History of the Chou Li and Tso Chuan Texts, Bulletin of the Museum of Far Eastern Antiquities, 1931
- Word Families in Chinese, Bulletin of the Museum of Far Eastern Antiquities, 1933
- New Studies on Chinese Bronzes, Bulletin of the Museum of Far Eastern Antiquities, 1937
- Grammata Serica, Script and Phonetics in Chinese and Sino-Japanese, The Bulletin of the Museum of Far Eastern Antiquities, Stockholm, 1940
- Huai and Han, The Bulletin of the Museum of Far Eastern Antiquities, Stockholm, 1941
- Glosses on the Kuo Feng Odes, The Bulletin of the Museum of Far Eastern Antiquities, Stockholm, 1942
- Glosses on the Siao Ya Odes, The Bulletin of the Museum of Far Eastern Antiquities, Stockholm, 1944
- Glosses on the Ta Ya and Sung Odes, The Bulletin of the Museum of Far Eastern Antiquities, Stockholm, 1946
- Legends and Cults in Ancient China, The Bulletin of the Museum of Far Eastern Antiquities, Stockholm, 1946
- The Book of Documents, The Bulletin of the Museum of Far Eastern Antiquities, Stockholm, 1950
- Compendium of Phonetics in Ancient and Archaic Chinese, The Bulletin of the Museum of Far Eastern Antiquities, Stockholm, 1954
- Grammata Serica Recensa, 1957

## Fordítás
- Ez a szócikk részben vagy egészben  a   Bernhard Karlgren című angol Wikipédia-szócikk fordításán alapul.  Az eredeti cikk szerkesztőit annak laptörténete sorolja fel. Ez a jelzés csupán a megfogalmazás eredetét és a szerzői jogokat jelzi, nem szolgál a cikkben szereplő információk forrásmegjelöléseként.